# Katona István (történetíró)
Katona István (Bolyk, 1732. december 13. – Kalocsa, 1811. augusztus 17.) bölcseleti doktor, jezsuita pap, apát-kanonok, történetíró. Fő műve a hatalmas, 42 kötetes latin nyelvű magyar történelmi szintézis, a Historia critica regum Hungariae.

## Élete
1732. december 13-án született a Nógrád vármegyei Bolykon. 1750. október 30-án Trencsénben lépett be a jezsuita rendbe, majd Kassán a bölcsészetet, Nagyszombatban pedig a teológiát végezve el a bölcsészet doktora lett. Tanulmányait befejezve, a rend tanintézeteiben; Gyöngyösön, Nagyváradon és Komáromban a gimnázium alsóbb osztályaiban lett tanár. 
1761-ben pappá szentelték, és hét év múlva a Jézus-társasági fogadalmat is letette; legutoljára a nagyszombati főiskolán a világ- és magyar történelemből és a szónoklattanból tartott előadásokat. 1770. november 7-én a pesti egyetem ünnepélyén az akadémia egyházában ő tartotta a megnyitó beszédet. 1770-től a nagyszombati egyetem tanára lett, 1773-tól pedig a pesti egyetem tanára volt 1784-ig; II. József nyelvrendeletéig. 
A rend föloszlatása után Esztergomba került, ahol az esztergomi egyházmegye papjainak sorába lépett és a Budára áthelyezett egyetemen megtartotta történelmi tanszékét. Közben II. József rendelkezése értelmében a magyar oknyomozó történet tanítása megszűnt, így 25 évi tanítás után, 1784. december 13-án nyugalomba vonult. Esztergomban élt, és következő hat évet utazásra használta fel eközben egybegyűjtve a hazában szétszórt történelmi emlékeket. 1790-től Kalocsán élt, ahol érseki könyvtáros volt. 
Az 1790-es évek vitáiban a feudális egyházat védő, névtelen röpiratokkal vett részt. 1811. augusztus 17-én 79 évesen Kalocsán érte a halál, a székesegyház baloldali kápolnájának oltára elé temették.

## Művei
Bő forrásadatai miatt máig figyelembe veendő fő műve: 
- Historia critica regum Hungariae (I–XLII. Pest, 1779–1817)

További munkái:

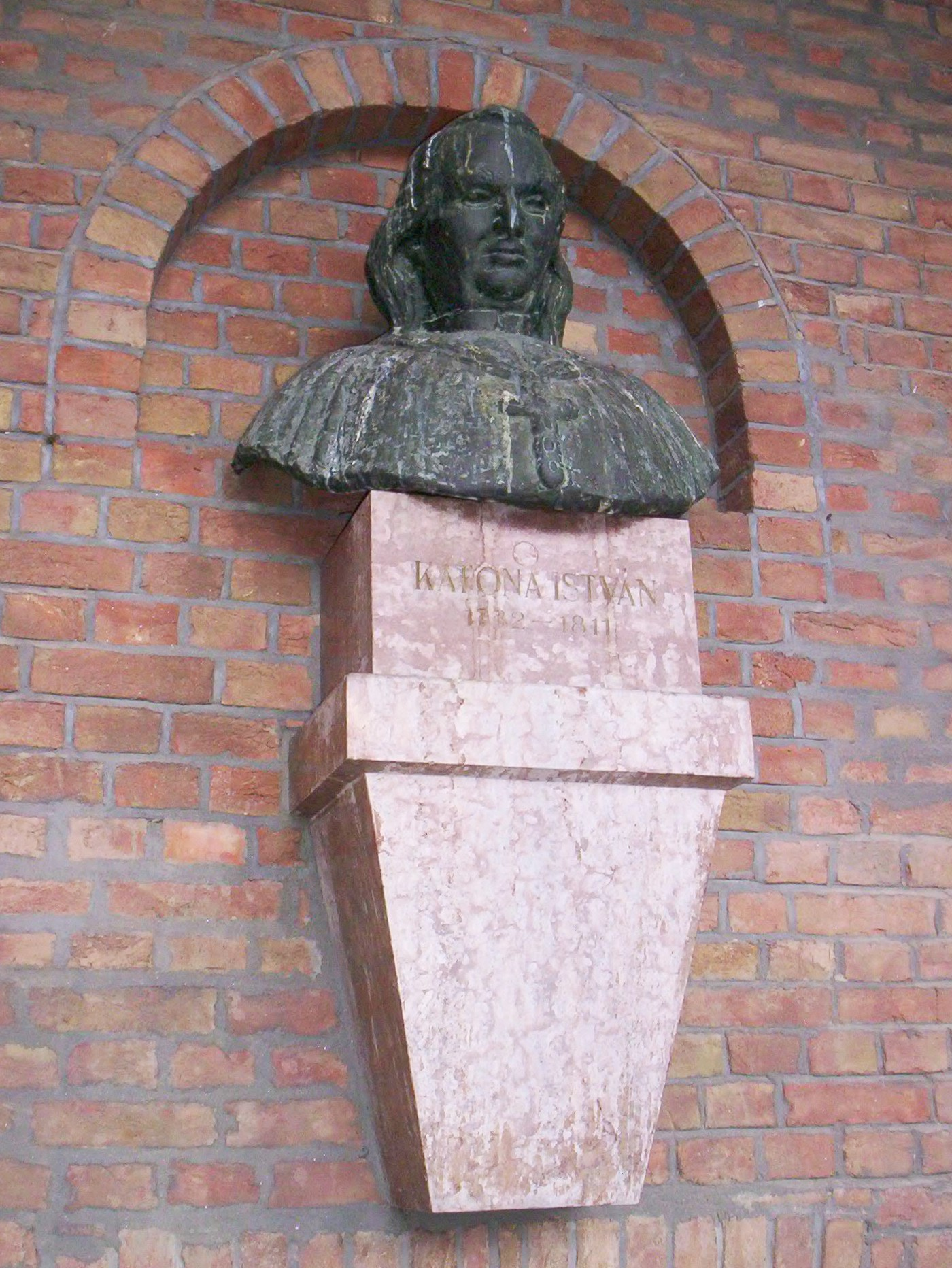
Katona István, jezsuita szerzetes, egyetemi tanár, történetíró szobra a szegedi Pantheonban. Medgyessy Ferenc alkotása (1930)

- Ungaria suis cum regibus compendio data, 1768
- Sanctus Josephus Calasanctius a Matre Dei; clericorum regularium pauperum Matris Dei scholarum piarum institutor, a Clemente PP. XIII. solenni ritu inter sanctos relatus die XVI. mense Julio. Anno M.DCC.LVII. nunc vero oratione panegyrica celebratus ... Quum Coelestis eiusdem inauguratio Nitriae apud Scholas Pias octiduanis religionibus a XX. ad XXVII. Augusti recoleretur, 1769
- Synopsis chronologica Historiarum ad sublevandam memoriam historiophilorum concinnata, 1771–75. I–III.
- Historia critica priorum Hungariae ducum, ex fide domesticorum et exterorum scriptorum concinnata, 1778-1780. I–IV.
- Synopsis Historiae Romanorum imperatorum, 1782
- Excell. dno Adamo Patachich a.-eppo Colocensi oratione funebr. parentavit a. 1784
- Historia critica regum Hungariae stirpis Arpadianae, ex fide domesticorum et exterorum scriptorum concinnata, 1779–82. I–VII.
- Historia regum stirpis mixtae, 1788–93. I–XII.
- Historia regum stirpis Austriacae Budae, 1794–1817. I–XXIII.
- Historia pragmatica Hungariae concinnata, 1782–84 (I. Complectens periodum Arpadinam, II. Complectens periodum exogeniam)
- Georgii Pray, Steph. Katona, et Danielis Cornides, epistolae exegeticae in disputationem Antonii Ganoczy cum appendicula ad L. K, 1784
- Disputatio de mansuetudine Evangelica, Sacramenti poenitentiae ministris non minus utili, quam necessaria, concinnata, 1785
- Responsio ... ad Epistolam commonitoriam M. Antonii praepositi Bienicensis, 1785
- Examen vetustissimi M. Moraviae situs, cum vindiciis Anonymi Belae notarii, institutum, 1786
- Amicum responsum ad Hypercrition Georgi Szklenar, 1788
- Szent István magyarok első királya dicsérete, melyet készített és élő nyelvvel hirdetett... 1788
- Vetus Moravia, rursus ad suos limites reducta, 1789 Online

## Emlékezete
- Esztergomban egykori házán emléktáblája van, és az utca is az ő nevét viseli.